# イリュリア

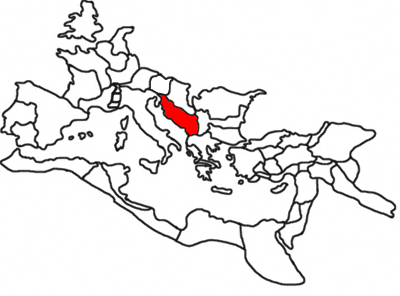
イリュリアの位置

イリュリア（イリリア、古代ギリシア語: Ἰλλυρία、ラテン語: Illyricum）は、古代ギリシア・ローマ時代に現バルカン半島の西部に存在した王国。イリュリア語を話すイリュリア人によって建国され、共和政ローマによって滅ぼされた。
イリュリアの正確な姿は、現在の歴史家にも十分にはわかっていない。イリュリア人の勢力範囲とイリュリア王国の領域とは必ずしも一致せず、さらに、イリュリア王国の国境線はあいまいな部分がある。例えば、ダルマティアは言語的にはイリュリア人に分類されるが、イリュリア王国には短期間しか所属していない。

## イリュリア人の定着
考古学の一説によれば、イリュリア人の祖先は、青銅器時代の初期にはイリュリア地方に定着し、非インド・ヨーロッパ語族の祖先と混合したと考えられる。こうしてイリュリア人が誕生し、アウタリティア（en:Autariatae）、ダッサレティア（Dassaretae）、セリドネス（Chelidones）、タウランティ（en:Taulanti）など、古代イリュリア人の部族が形成された。さらに北に住んでいたダルマティア（en:Dalmatae）、パンノニ（en:Pannoni）などの部族も、イリュリア部族として分類されることが多い。
古代イリュリア人は、牛、馬や農産物を育てたり、銅や鉄を採掘し道具をこしらえたりして、それらを交易して生活していた。部族の族長は年長者の会議によって選ばれた。現スロベニアの首都リュブリャナで発見されたイリュリア人の彫刻壁には、いけにえの儀式、祝宴、戦闘、体育行事、その他の活動が描かれている。
イリュリア人はバルカン半島西部に定着したが、しばしば、イリュリア人の一部がイタリアに集団移住することもあった。

## イリュリア王国
イリュリアの部族同士はいつも反目し、戦いを繰り返していた。特定の部族が他の部族を支配することも多く、短命の王国が何回も形成された。紀元前5世紀頃には、イリュリア人の勢力範囲は北に広がって、現スロベニアのサヴァ川周辺まで伸びた。
紀元前4世紀にバルデュリス王が現れて、イリュリア王国を強大な力を持つ国に変えた。当時のイリュリア王国の主要都市は、リッソス（現アルバニアのレジャ）、エピダムノス（別名ドゥラキウム、現アルバニアのドゥラス）があげられる。
紀元前359年、イリュリア王国はマケドニア王国に侵攻し、マケドニア王ペルディッカス3世を倒してマケドニアの一部を支配下においた。しかし紀元前358年、マケドニア王のピリッポス2世（アレクサンドロス3世（大王）の父）の逆襲に遭ってイリュリア王国は敗北し、マケドニアにオフリド湖までの支配を取り戻された。アレクサンドロス大王の時代になってからも、紀元前335年にイリュリアの族長クレイトスがマケドニアに抗戦したが、敗退した。アレクサンドロスのペルシア遠征には、イリュリア部族の指導者と兵士とが同行している。
紀元前323年のアレクサンドロスの死後、イリュリアには独立王国が再興した。紀元前312年、イリュリア王グラキアスはエピダムノスからギリシア人を追放した。紀元前3世紀の終わりには、イリュリア王国は、現アルバニアの都市シュコドラ近くに首都をおき、アルバニア北部、モンテネグロ、ヘルツェゴビナを支配するようになった。
ピネス王の摂政として、『イリュリアの女王』と称されたテウタが統治した紀元前231年から紀元前228年にかけて、イリュリアの海賊が盛んにアドリア海のローマ商船を襲い、古代ギリシアのポリスや周辺国に脅威を与えた。イリュリア王国は海賊を庇護したため、紀元前229年、ローマはイリュリア王国に侵攻した。ローマは ネレトヴァ川周辺集落に侵攻してアドリア海を脅かしていた海賊を鎮圧し、戦争は紀元前219年に終わった（第一次・第二次イリュリア戦争）。
紀元前180年、ダルマティアがイリュリア王国からの独立を宣言した。イリュリア最後の王ゲンティウスの時代、イリュリア王国はローマに侵攻され、紀元前168年に首都スコドラ（現アルバニアのシュコドラ）が陥落した（第三次イリュリア戦争）。ゲンティウス王は捕虜となり、紀元前165年にローマに連れ去られた。イリュリアには、まずは、4つのローマ同盟国が作られ、実質的にはローマに支配された。後に、この地域は、ローマに直接支配される属州イリュリクムとなった。

## イリュリアのその後
6年、属州イリュリクムで大規模な反ローマ暴動が発生したもののティベリウスによって鎮圧された。10年にローマ属州イリュリクムがダルマティアとパンノニアとに分割された。3世紀にはクラウディウス・ゴティクスやアウレリアヌス、ディオクレティアヌス等のイリュリア出身者がローマ皇帝に即位した。
その後は、「イリュリア」や「イリュリア人」という言葉は、一部の人の間を除いて、ほとんど使われなくなったが、イリュリアの名は、ナポレオン・ボナパルトによって蘇った。ナポレオンは、ハプスブルク家の領土だったスロベニア、クロアチア、ダルマチアをフランス帝国に編入し、1809年から1813年までの間、フランス領イリュリア州と名づけて支配した。ウィーン会議によって、ダルマチアを除く地域はオーストリア帝国に復帰し、イリュリア王国として1849年までオーストリア帝国の支配下におかれた。その後に再編されたオーストリア・ハンガリー帝国では、イリュリアの呼び名は使われなかった。
同じ19世紀のヨーロッパの民族運動の中でも、イリュリアという名前が登場した。南スラブ民族の自立運動が起こり、特にクロアチア人の間でイリュリアの再興を求めるイリュリア運動がおこった。
ただし、この運動は誤った歴史認識に基づいているとされ、後に衰退した。
演劇や文学では、イリュリアはしばしば半ば空想の国として登場する。その例として、ウィリアム・シェークスピアの『十二夜』、ジャン＝ポール・サルトルの『汚れた手』、ロイド・アリグザンダーの『イリリアの冒険』などが挙げられる。

## 古代イリュリアの宗教
鉄器時代には、イリュリア人の標準的な埋葬方法は古墳葬だった。初めに古墳を作ると、血縁者はその周囲に古墳を作り、身分が高いほど塚を高くした。発掘調査によって、古墳からは武具、装飾品、衣服、土器のつぼなどが多く見つかっているが、これらの道具は死後の生活のための埋葬品と考えられる。
イリュリア人の信仰では、人身を生贄とする習慣があった。古代の歴史家アッリアノスの記録によると、イリュリア人の族長クレイタスは、アレクサンドロス3世（大王）との戦いの前に三人の少年と三人の少女、三匹の子羊を生贄にささげている。
イリュリアの都市リゾン（Rhizon、現モンテネグロのリサン）は、都市の守護神を祀っていた。守護神はメダウラスと呼ばれ、槍を持ち、馬の背に乗った姿で描かれている。

## 参考書籍
- Wilkes, John. The Illyrians. 1992, Blackwell Publishing.

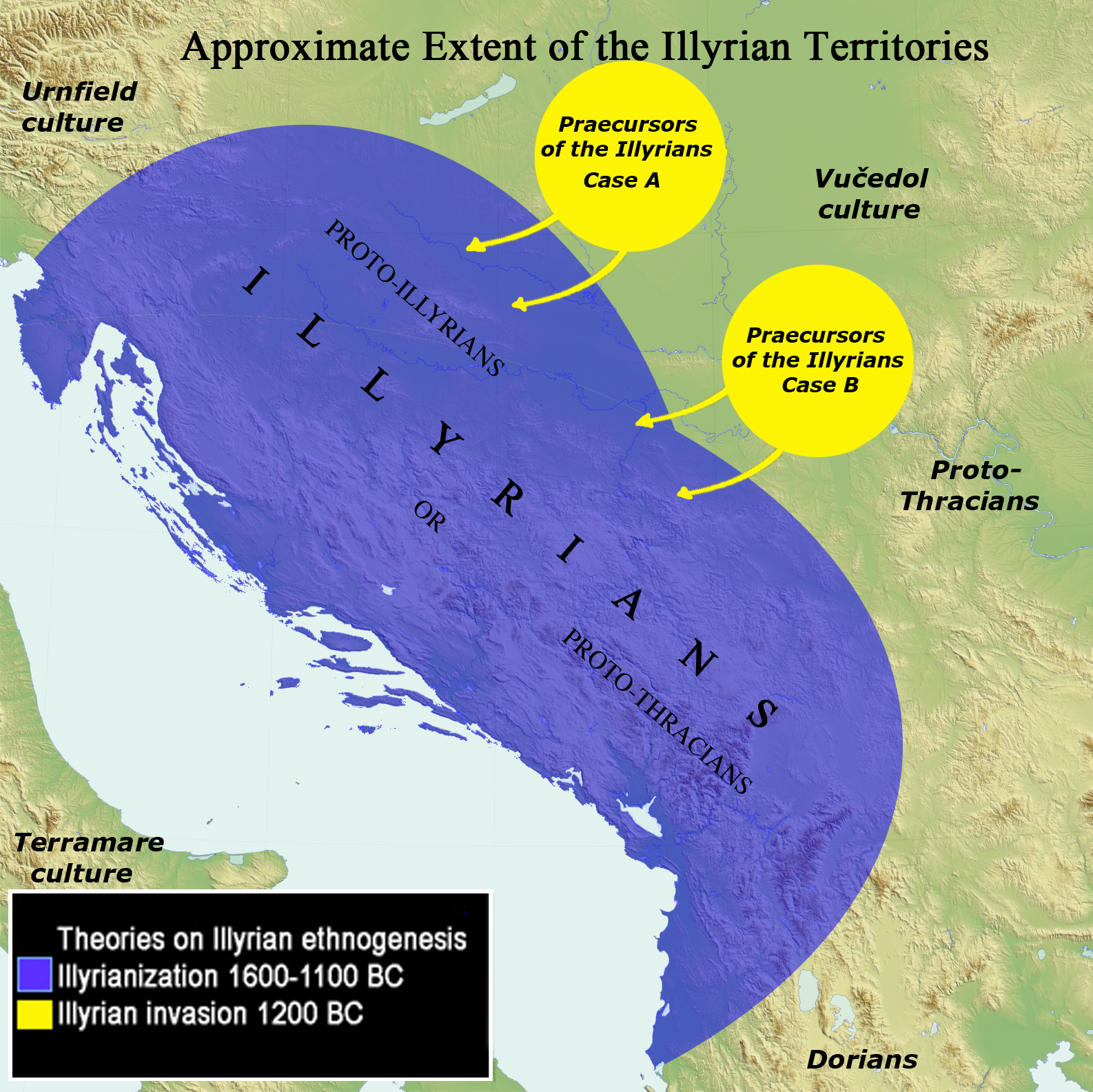
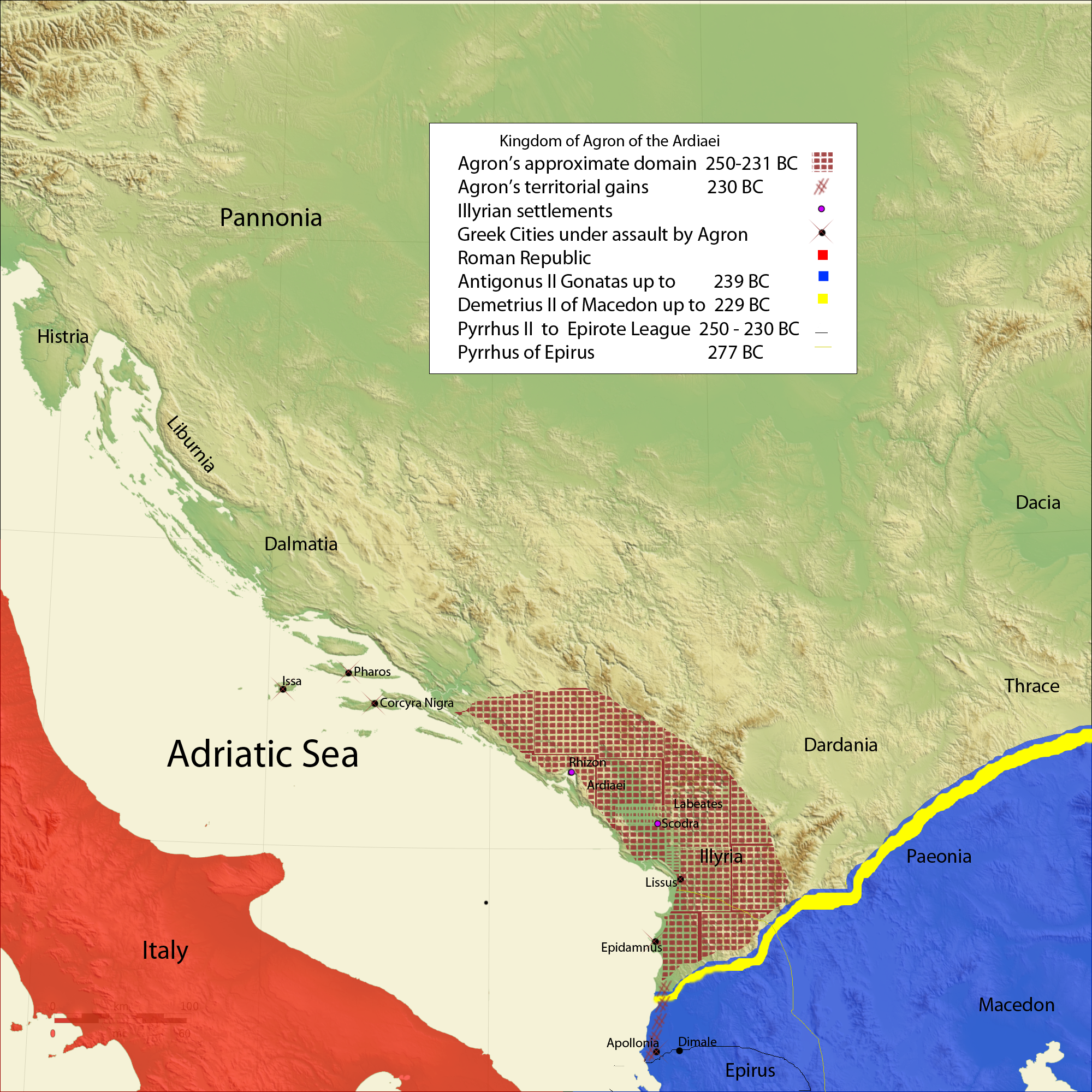
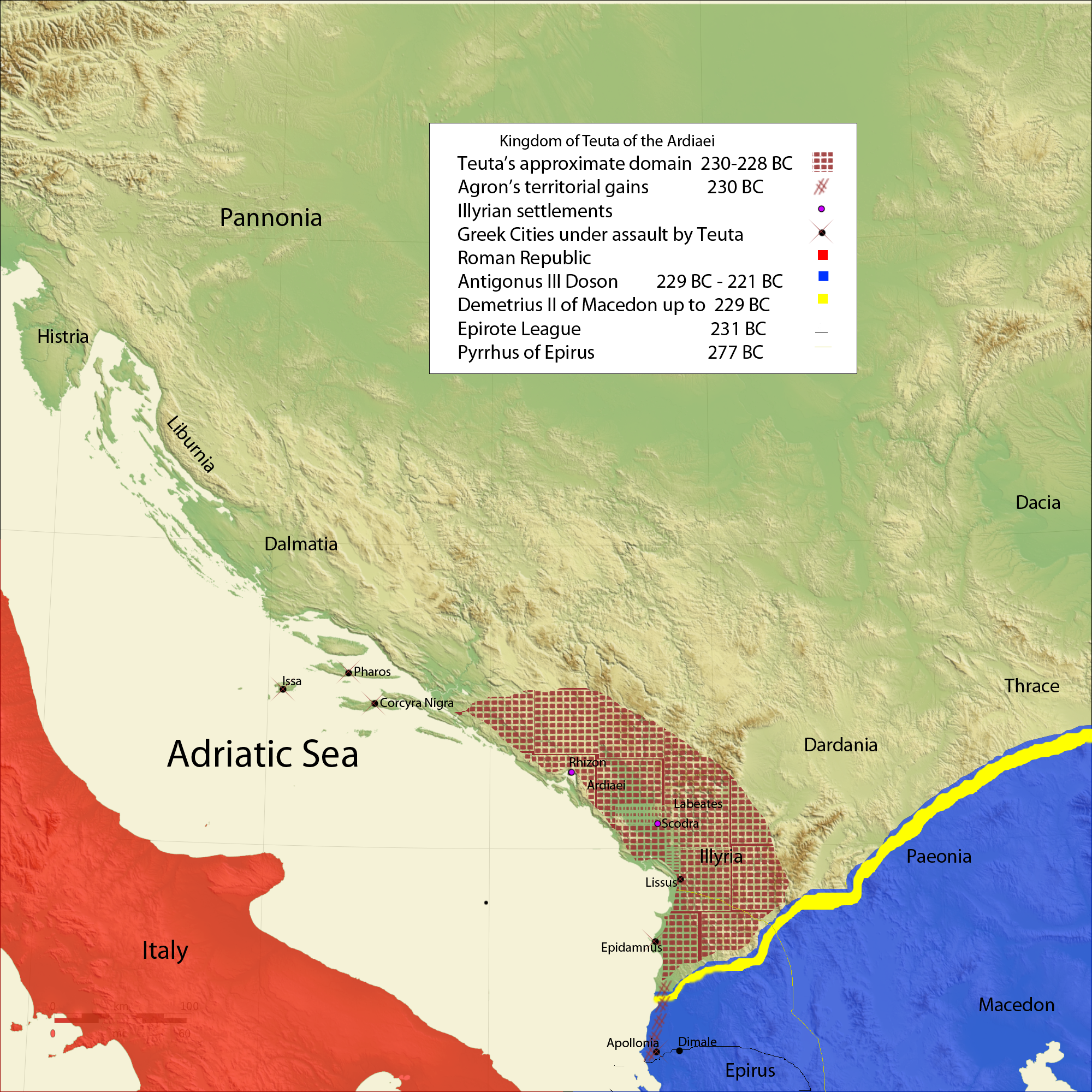
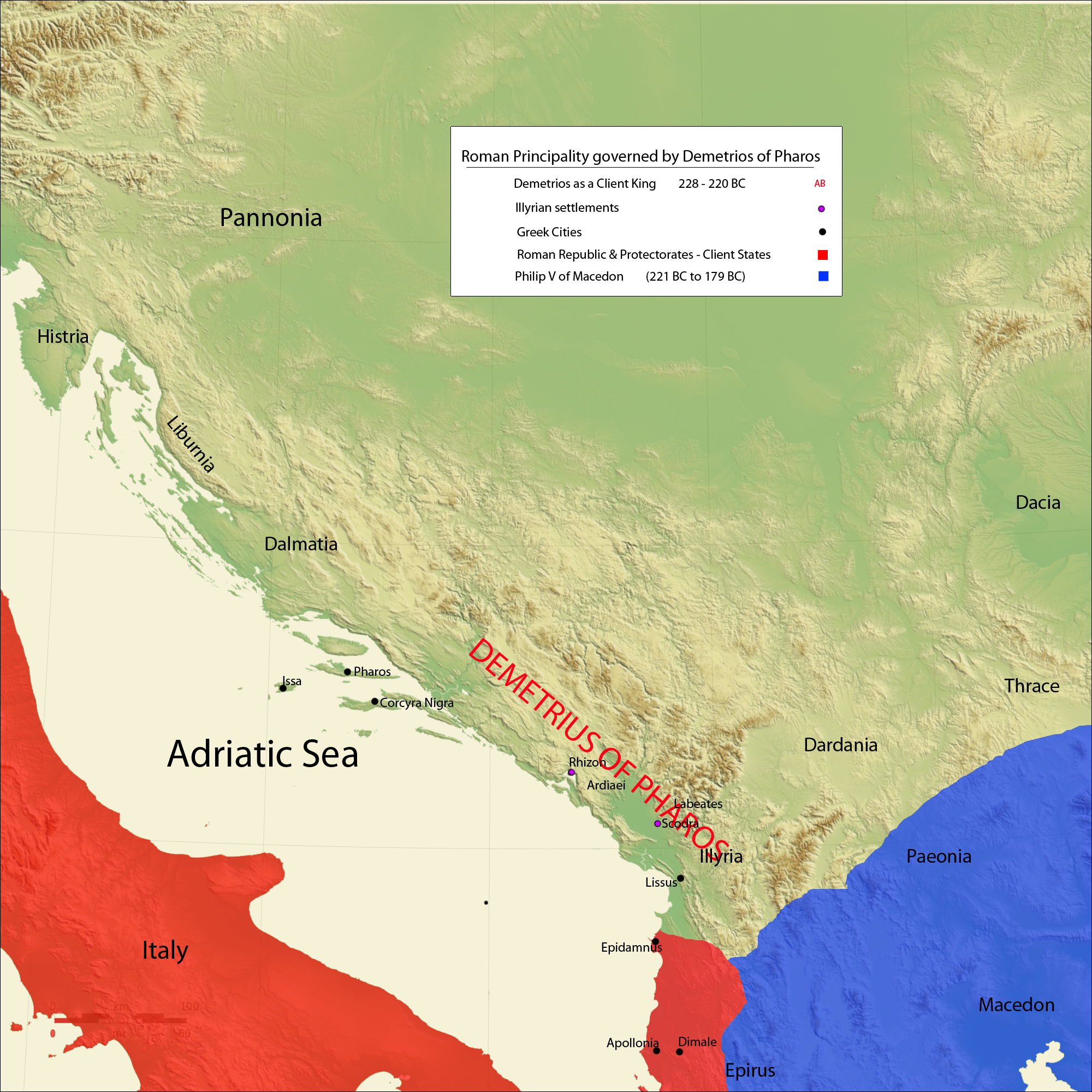